# Camillo Brambilla
Camillo Brambilla (Pavia, 27 febbraio 1809 – Pavia, 3 marzo 1892) è stato un numismatico italiano.

## Biografia
Nato a Pavia da Giuseppe e dalla baronessa Maria Erben, si laureò in giurisprudenza nel 1828. Nel 1836 entrò nell'amministrazione pubblica del governo austriaco dell'epoca. Nel 1849 il governo austriaco, per punizione per la partecipazione attiva al movimento liberale operante nel periodo delle cinque giornate di Milano lo trasferì a Mantova. Chiese la pensione, che gli fu rifiutata, e quindi diede le dimissioni dai suoi incarichi.
Dopo l'unità d'Italia ricoprì diversi incarichi, tra cui la carica di consigliere comunale dal 1860 al 1891. 
Appassionato di numismatica, raccolse per molti anni una collezione di monete medioevali italiane fra cui la serie delle monete pavesi, collezione che lasciò in eredità alla sua città.
Pubblicò anche diverse monografie di cui la più rilevante è quella sulle monete di Pavia. Fu sostenitore della creazione della Rivista italiana di numismatica. Le sue carte e la sua raccolta di pergamene pervennero dopo la sua morte all'archivio Storico Civico di Pavia.

## Pubblicazioni
- Moneta di Ardoino re d'Italia, battuta in Milano, in Rivista della numismatica antica e moderna, Milano, 1865
- Alcune annotazioni numismatiche, Pavia, 1870
- Monete di Pavia raccolte ed ordinatamente dichiarate, Pavia, 1883
- Camillo Brambilla, Sulle opere di restauro alla basilica di San Pietro in ciel d'oro: relazione alla Commissione provinciale dei monumenti in Pavia, Aprile 1886, Pavia, Premiata tipografia Fratelli Fusi, 1886. URL consultato il 4 novembre 2015.
- La zecca di Pontestura? in Rivista italiana di numismatica, Milano, 1891
- Monete italiane inedite nella Collezione Brambilla a Pavia, in  Rivista italiana di numismatica, Milano, 1891